# Брюссельский солдатский совет

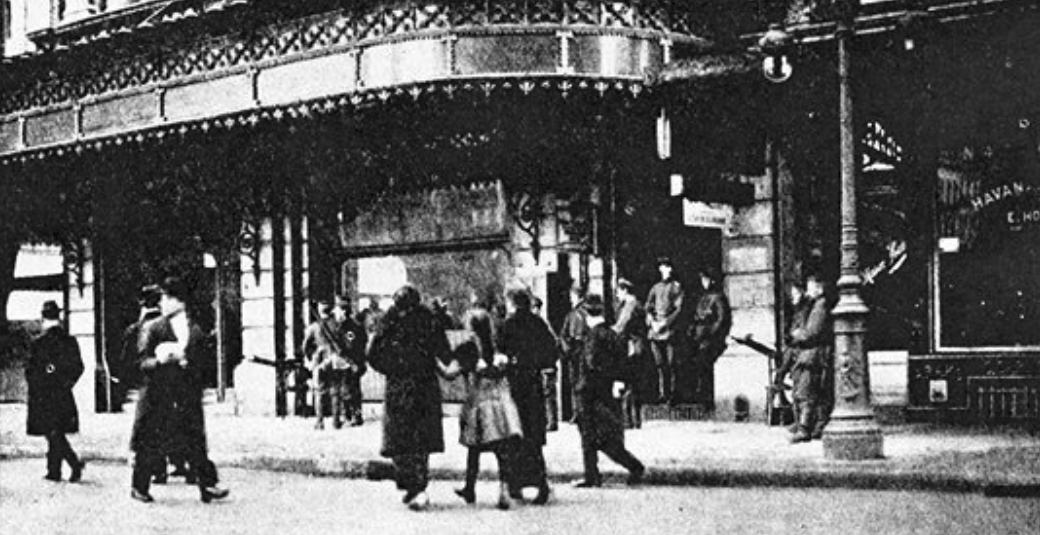
Брюссель во время солдатского восстания, 10 ноября 1918 года

Брюссельский солдатский совет (нем. Der Soldatenrat in Belgien) — орган революционного самоуправления, созданный в ходе Ноябрьской революции немецкими солдатами, входившими в состав оккупировавших Бельгию частей кайзеровской Германии. Брюссельский солдатский совет был организован революционными солдатами, отказавшимися подчиняться своим командирам после начала Кильского восстания. Совет взял власть в городе в свои руки, однако наладить сотрудничество с гражданским населением Бельгии и бельгийскими социалистами так и не сумел. В результате сложившейся политической изоляции, Совет ограничил свою деятельность охраной общественного порядка (в том числе борьбой с вооружёнными формированиями право-консервативных солдат) и репатриацией бывшего оккупационного корпуса в Германию. 16 ноября 1918 года Брюссельский солдатский совет сложил свои полномочия, поскольку все революционные части покинули страну и вернулись на родину. 22 ноября 1918 года в Брюссель вошли части бельгийской армии короля Альберта I.
Аналогичный орган власти был организован в
Беверлоо.
Одним из известных участников Совета был Карл Эйнштейн.